# Nothing to Lose (Eddie Money)
Nothing to Lose è il settimo album in studio del cantante statunitense Eddie Money, pubblicato nel 1988.

## Tracce
1. Walk on Water – 4:43 (Jesse Harms)
2. Magic – 4:41 (Harms, Eddie Money, Richie Zito)
3. The Love in Your Eyes – 4:09 (David Paul Bryant, Steve Dubin, Adrian Gurvitz)
4. Let Me In – 4:58 (Paul Gordon, Dennis Matkosky)
5. Boardwalk Baby – 5:08 (Diane Warren)
6. Forget About Love – 4:43 (Todd Cerney, Money, Tom Whitlock, Zito)
7. Pull Together – 4:46 (Dean Merino)
8. Far Cry from a Heartache – 4:40 (Cerney, Money, Whitlock, Zito)
9. Bad Boy – 3:26 (Greg Lowry, Money)
10. Dancing with Mr. Jitters – 4:37 (Money, John Nelson)

## Classifiche
| Classifica (1988) | Posizione massima |
| ----------------- | ----------------- |
| Stati Uniti       | 49                |